# The Roses
The Roses är en amerikansk dramakomedifilm som har premiär den 29 augusti 2025. Den är regisserad av Jay Roach efter ett manus skrivet av Warren Adler och Tony McNamara. Filmen är inspirerad av långfilmen Den vilda jakten på lyckan (The War of the Roses i original) från 1989 som i sin tur bygger på Warren Adlers roman Tills döden skiljer oss åt från 1981.

## Handling
Livet verkar enkelt för det perfekta paret Ivy och Theo. De har framgångsrika karriärer, ett kärleksfullt äktenskap och fantastiska barn. När Theos karriär störtdyker börjar Ivys ambitioner ta fart, vilket blir bränsle för en tärande konkurens och underliggande bitterhet mellan dem.

## Rollista (i urval)
- Benedict Cumberbatch - Theo Rose
- Olivia Colman - Ivy Rose
- Andy Samberg
- Allison Janney
- Belinda Bromilow
- Sunita Mani
- Ncuti Gatwa
- Jamie Demetriou
- Zoë Chao
- Kate McKinnon
- Hala Finley
- Akie Kotabe